# 法伊施特里茨奥布莱堡
法伊施特里茨奥布莱堡是奥地利克恩顿州弗尔克马克特县的一个市镇。总面积54.07平方公里，总人口2102人，人口密度38.9人/平方公里（2005年）。